# Erik Carlsson (tyngdlyftare)
Erik Hjalmar Carlsson, född 31 augusti 1893 i Torpa socken, Södermanland, död 5 december 1953 i Högalids församling i Stockholm, var en svensk tyngdlyftare.
Erik Carlsson representerade Stockholms Atletklubb som tyngdlyftare. Han vann SM i tungvikt 1918 och därefter i lätt tungvikt åren 1920, 1921, 1923 och 1926. Vid OS 1920 kom han på fjärde plats i lättviktsklassen. Han var styrelseledamot i Svenska Tyngdlyftningsförbundets styrelse från 1931. Han var också en av de mest anlitade domarna i tyngdlyftning. Erik Carlsson arbetade som plåtslagarmästare.
Han gifte sig 1926 med Tyra Törnkvist (1901–1981). De fick barnen Leopold Fare (1926–1996), Gerd Isberg (1932–2007) och Janne "Loffe" Carlsson (1937–2017). Bland barnbarnen märks Michael Fare och Pär Isberg.